# مارموست روندون
مارموست روندون (نام علمی: Mico rondoni) نام یک گونه از سرده مارموست است.